# كالوشا بواليا
كالوشا بواليا (بالإنجليزية: Kalusha Bwalya)‏، من مواليد 16 أغسطس 1963 في موفوليرا، لاعب كرة قدم زامبي.
بدأ مسيرته الكروية مع نادي موفوليرا بلاكبول في موسم 1979/1980، وفي عام 1980 انتقل إلى نادي موفوليرا واندرز، ولعب معهم حتى عام 1982، وفي عام 1985 انتقل إلى نادي سيركل بروج البلجيكي، ولعب معهم حتى عام 1988، وفي عام 1988 انتقل إلى نادي بي أس في آيندهوفن الهولندي، ولعب معهم حتى عام 1994، وفي عام 1994 انتقل إلى نادي كلوب أميركا المكسيكي، ولعب معهم حتى عام 1997، وفي عام 1997 انتقل إلى نادي نيكاكسا المكسيكي، وفي عام 1998 انتقل إلى نادي الوحدة الإماراتي، وفي عام 1998 لعب مع نادي كلوب ليون المكسيكي، وفي عام 1999 لعب مع نادي إيرابواتا المكسيكي، وفي عام 1999 انتقل إلى نادي فيراكروز المكسيكي، وفي عام 2000 لعب مع نادي كوريكامينوس.
و قد لعب مع منتخب زامبيا لكرة القدم.

## روابط خارجية
- كالوشا بواليا على موقع الاتحاد الدولي (مؤرشف)  (الإنجليزية)
- كالوشا بواليا على موقع قاعدة بيانات كرة القدم.إي يو (الإنجليزية)
- كالوشا بواليا على موقع ناشيونال فوتبول تيمز (الإنجليزية)
- كالوشا بواليا على موقع كووورة
- كالوشا بواليا على موقع أوليمبيديا (الإنجليزية)